# Onthophagus biplagiatus
Onthophagus biplagiatus là một loài bọ cánh cứng trong họ Bọ hung (Scarabaeidae).